# Weediya Bandara
Veediya Bandara (cinghalais: වීදිය බණ්ඩාර) est le commandant en chef des armées du royaume de Kotte, au Sri Lanka, pendant le règne de Bhuvanaikabahu VII de Kotte (1521–1551). Guerrier réputé, il est considéré comme l'un des généraux les plus capables de l'histoire du Sri Lanka. Bien connu pour ses prouesses guerrières, il est la principale figure militaire de l'armée de Kotte, lors d'une série de conflits contre le roi  Mayadunne du royaume de Sitawaka et occasionnellement contre les Portugais. De nature impérieuse, il est impliqué dans de nombreux scandales dont le meurtre de son épouse, Samudra Deviya (සමුද්‍ර දේවි), la fille de son souverain.

## Contexte
À l'époque de sa naissance et pendant sa jeunesse au début du XVIe siècle, plusieurs partis luttaient pour la suprématie dans l'île du Sri Lanka. Les principaux d'entre eux étaient le roi Bhuvanaikabahu VII du royaume de Kotte, son frère cadet Mayadunne, le souverain du Royaume de Sitawaka et les Portugais, qui commençaient à s'établir le long de la côte occidentale du Sri Lanka. En outre, les parties centrale (Kandy) et nord de l'île étaient également gouvernées par des dirigeants régionaux.

## Origine
Veediya Bandara est issu d'une famille de la noblesse. Son père est un seigneur local  d'origine royale nommé Kumara Bandara (කුමාර බණ්ඩාර) qui règne de Kalutara à Maggona. Le prince Raigama Bandara (frère aîné de Mayadunne et cadet de Bhuvanaikabahu) s'empare de presque tout le  Kalutara après la révolte contre son propre père (dite: Vijayabaa Kollaya). Sa mère est une cousine du roi Bhuvanaikabahu. Très jeune, il intègre la cour royale et là, il rencontre la princesse, Samudra Devi, fille du roi, et ils tombent amoureux l'un de l'autre ce qui sera plus tard à l'origine d'un enchaînement d’événements tragiques.

## Union royale
Malgré sa noble origine et ses incomparables talents militaires, le roi Bhuvanaikabahu n'approuve pas l'union de Veediya Bandara avec sa fille. Il préfère au contraire, réserver la main de son héritière, à un autre prince nommé « Jayo Bandara ». Jayo Bandara est jeune homme, chevaleresque et de noble naissance que le souverain considère comme le fils qu'il n'a jamais eu. Blessé par la perspective de perdre l'objet de son amour, Veediya Bandara décide de défier Jayo Bandara lors d'un duel pour la main de la princesse. Bien qu'un combattant accompli lui-même, Jayo Bandara n'était pas de taille à résister à la force brutale et à l'habileté de Veediya Bandara. Le duel se termine par la défaite et la mort de Jayo Bandara et il faut peu de temps à  Veediya Bandara pour comprendre les conséquences de son acte et de s'enfuir de Kotte.
Sans les deux princes, l'armée royale se retrouve sans commandant face à la menace de Mayadunne, le roi Bhuvanaikabahu n'a plus d'autre choix que d'accorder son pardon à Veediya Bandara, de le nommer commandant en chef de l'armée du royaume et de lui accorder sa fille,.
Bien que son union avec la princesse donne naissance à un fils nommé, Dharmapala en 1541, elle ne s’avère pas durable. Alors que Veediya Bandara était parti écraser une rébellion, une rumeur se répand  impliquant Samudra Devi dans une relation avec un officier portugais de la cour royale.
Comme le soulignent plusieurs sources, cette rumeur avait peu de fondement, mais la vérité sur cette affaire reste inconnue. Cependant, la vérité sur cette relation n'avait que peu d'importance aux yeux de Veediya Bandara qui considérait que son honneur  avait été bafoué et qui estimait les dommages causés irréparables. Il emmène son épouse se promener sur les rives du lac Diyawanna et dans un moment de folie, après lui avoir avoué son intention de se suicider pour son prétendu crime… Il la tue. Selon la légende, il pleurait au bord de l'eau, lorsque le corps sans vie de sa femme, l'une des beautés les plus renommées de son temps, flottait sur le lac.

## Campagnes militaires
Veediya Bandara et ses lieutenants Vijayakoon Mudaliya qui était le 'bangai-rala', mieux connu sous le nom de Vijayakumara, Velayuda Arachchi, Bodhiraja Perumal de Hiti-Imbula et Varusapperuma Arachchi et (Maggona Arachchi), chef des gardes du corps personnels de Veediya Bandara mènent les armées de Kotte à la victoire dans de nombreuses combats contre le roi Mayadunne et plus tard contre son fils, Rajasinha I.
Dès le commencement du conflit, il anéantit l'armée du Royaume de Sitawaka qui s'était renforcée grâce à une alliance avec un État de la Côte de Malabar du sud de l'Inde. Après la bataille victorieuse, il dévaste la capitale Sitawaka et incendie le  palais royal. Lorsque Mayadunne  demande la paix, le roi Bhuvanaikabahu VII, sur l'insistance de Veediya Bandara, exige les têtes des deux commandants sud-indiens qui avaient osé envahir le royaume de Kotte.
L'importance prise par Veediye Bandara dans le royaume de Kotte incite le roi de Sitawaka à conclure une curieuse alliance avec les Portugais avec lesquels il l'affronte plusieurs fois entre 1548 et 1555. Malgré cette animosité, Mayadunne accepte d'en faire son gendre après l'avoir capturé en lui donnant épouse une de ses filles, veuve, Suriya Devi qui l'aurait aidé lors de son évasion car elle était tombée amoureuse de lui et qui devient sa seconde épouse après qu'il a payé sa rançon.

## Régent
À la suite de la mort tragique du roi Bhuvanaikabahu VII, son petit-fils Dharmapala qui était le fils de Veediya Bandara, né de sa première union, accède au trône de Kotte. Veediya Bandara assume le pouvoir comme régent du royaume. Il s'était opposé aux Portugais dès le début de leur implantation à la cour royale et il décide de s'opposer à leur projet de christianisation à Kotte. Cette opposition, entre autres raisons, est la cause de la détérioration de ses relations avec eux jusqu'au point qu'il soit arrête et emprisonné. Il est enfermé dans le fort de Colombo lorsque son épouse selon la tradition l'aide à nouveau à s’enfuir en faisant creuser un tunnel dans les murs du fort.
Les conflits reprennent néanmoins et le plus jeune des fils du roi Mayadunne, Tikiri Rajjuru Bandara le futur Rajasinha I âgé de 13 ans avec un contingent de 300 portugais s'empare de Pelenda. Veediya Bandara vaincu se retire en Udarata où il est bien accueilli par Karaliyadde Bandara (1552-1582) qui vient de succéder à Jayaweera Astana contre qui il s'était révolté. Il tente d'attaquer une seconde fois Sitatawaka mais de nouveau repousse il se réfugie à Kalpitiya, d'où il s'embarque pour le royaume de Jaffna. Le roi, le reçoit cordialement et lui promet de l'aider. Mais pendant une fête une explosion accidentelle se produit et Veediya se croyant menacé commence à attaquer les gens qui l'entourent... 60 Tamouls sont tués avant qu'il soit maîtrisé et tué à son tour avec son fils cadet Vijayapala. Leurs trésors restent entre les mains du roi tamoul de Jaffna.